# Dysdera concinna
Dysdera concinna là một loài nhện trong họ Dysderidae.
Loài này thuộc chi Dysdera. Dysdera concinna được Ludwig Carl Christian Koch miêu tả năm 1878.